# ألفرد إتش. كوربيت
ألفرد إتش. كوربيت هو سياسي أمريكي، ولد في 22 يوليو 1915 في بورتلاند في الولايات المتحدة، وتوفي في 10 نوفمبر 2000 في بولسبو في الولايات المتحدة. نشط حزبياً في الحزب الديمقراطي. وقد انتخب عضو مجلس ولاية أوريغون ‏.